# Девятая авеню (линия Уэст-Энд, Би-эм-ти)
|   |   |   |   |   |   |   |
| · | · | · | · | · | · | · |

|   |   |   |   |   |   |   |
| · | · | · | · | · | · | · |

«Девятая авеню» (англ. Ninth Avenue) — станция Нью-Йоркского метрополитена, расположенная на линии Уэст-Энд, Би-эм-ти. Станция находится в Бруклине, на границе округов Боро-Парк и Сансет-Парк, на пересечении 9-й авеню и 39-й улицы. На станции останавливается маршрут D (круглосуточно).
Станция двухуровневая, расположена в выемке. Уровни идентичны по строению: на каждом три пути и две островные платформы. Платформы верхнего уровня оборудованы навесами, входной павильон располагается над ними. В 2010 году верхний уровень станции был отремонтирован. Нижний уровень фактически является подземной станцией мелкого заложения, расположенной под платформами верхнего уровня (по обоим концам станции рельсы нижнего уровня выходят на поверхность). Нижний уровень сейчас закрыт для пассажиров. Оба уровня связывают закрытые ныне стальными решётками лестницы.

## Нижний уровень
До 1954 года нижний уровень платформ использовался в составе линии Калвер поездами, следующими на/с линию Пятой авеню (не существующую ныне). В 1954 году бо́льшая часть линии Калвер (к югу от Дитмас-авеню) была переподключена к подземной линии Ай-эн-ди, при этом все поезда, следовавшие из Кони-Айленд — Стилуэлл-авеню, были пущены через это новое соединение. Это повлекло за собой резкое снижение потока поездов на участке между этой станцией и Дитмас-авеню. На станции Дитмас-авеню была построена дополнительная платформа для челночного поезда, а сам участок стал однопутным: по нему стал курсировать челнок. Правда, некоторые поезда продолжали следовать в Манхэттен до 1959 года. Челночное движение было полностью закрыто 11 мая 1975 года — с этого дня нижний уровень платформ не используется.
К востоку от платформ нижнего уровня линия шла на эстакаду, к западу — присоединялась к верхнему уровню, имея также соединение с депо «36-я — 38-я улицы». Соединение с депо существует и сегодня.
На нижнем уровне этой станции была снята финальная сцена фильма 1986 года «Данди по прозвищу „Крокодил“», хотя в фильме её выдают за станцию 59-я улица — Колумбус-Серкл.

## Фотографии

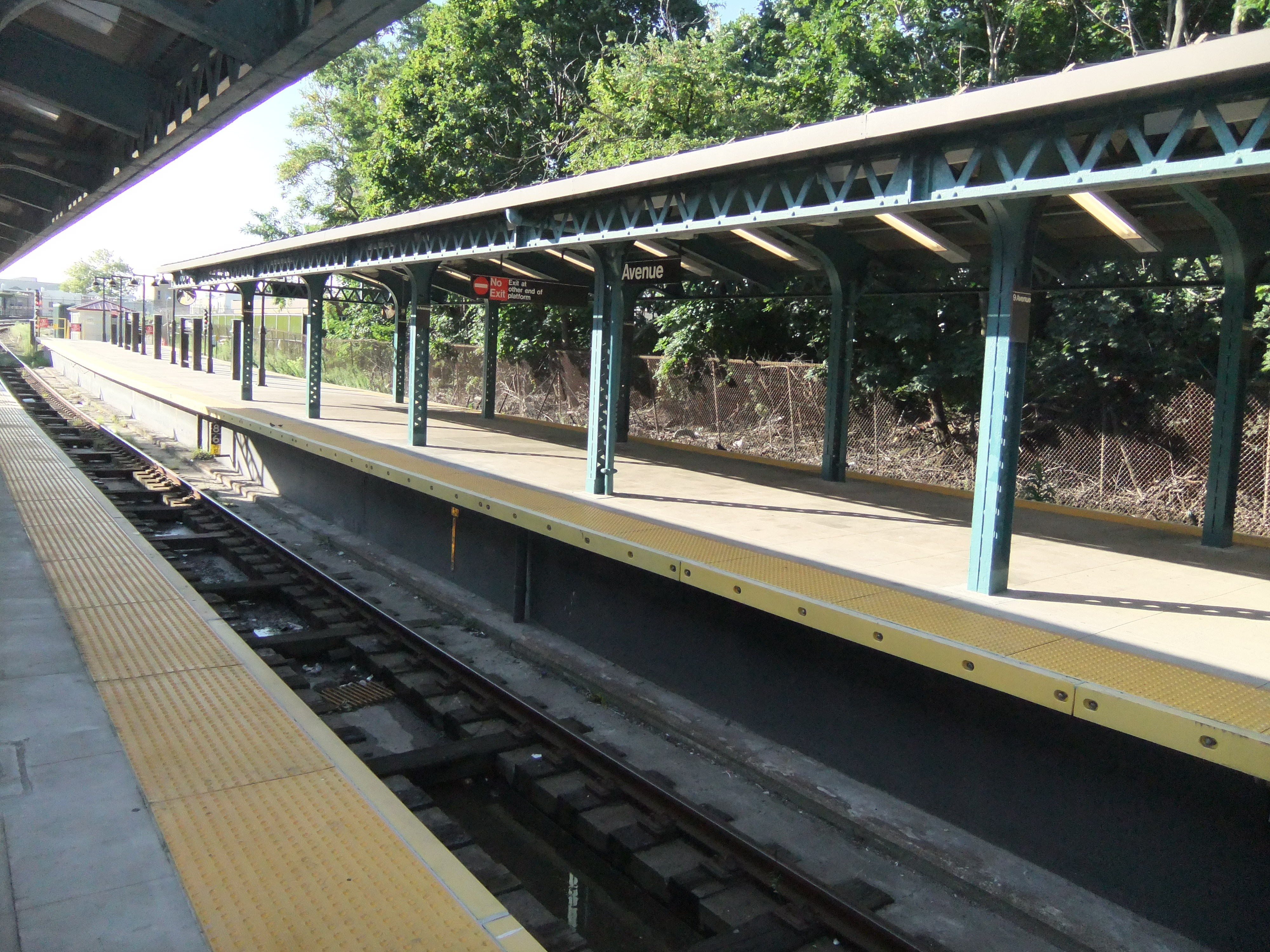
Платформа южного направления
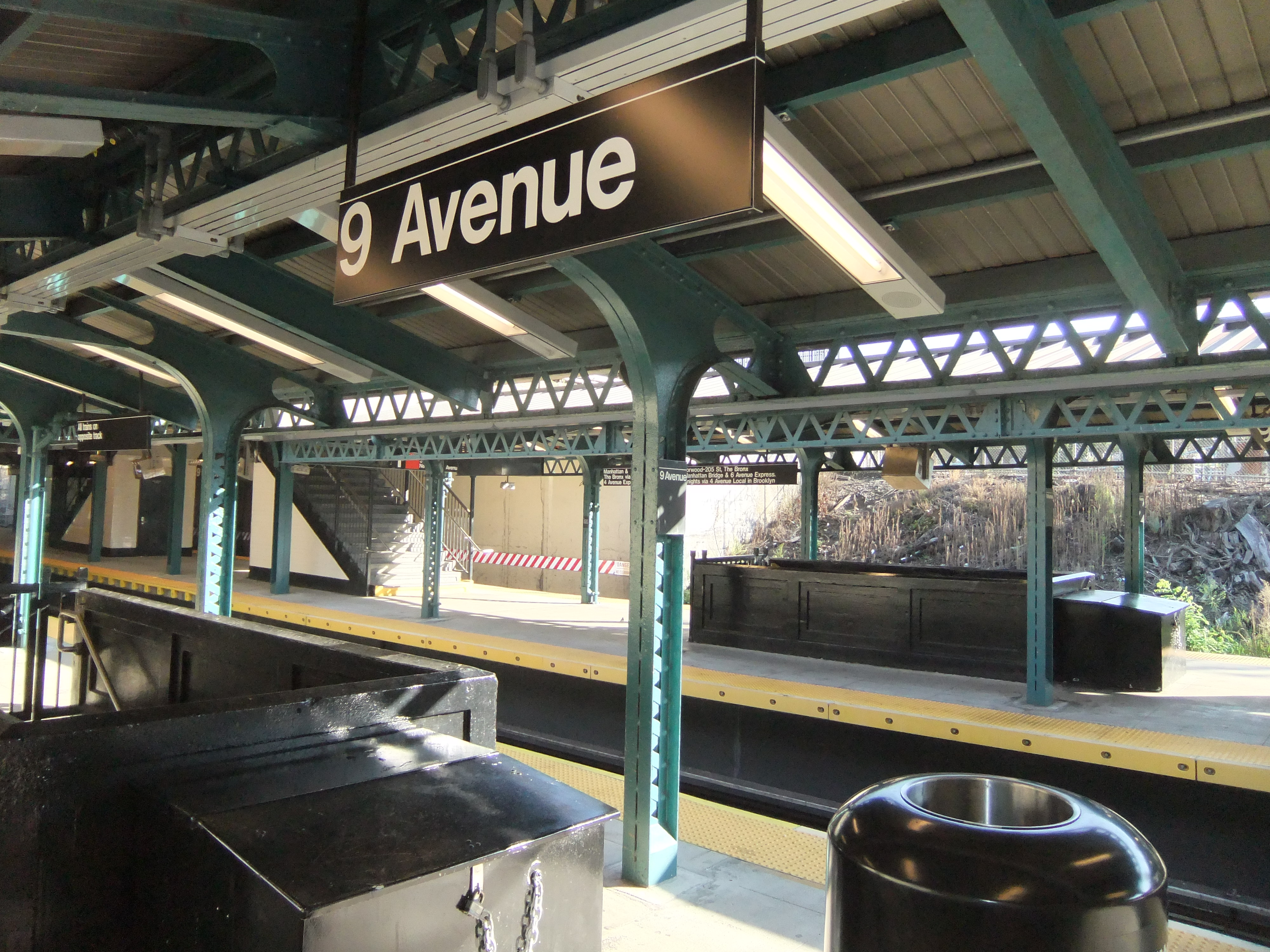
C другой стороны
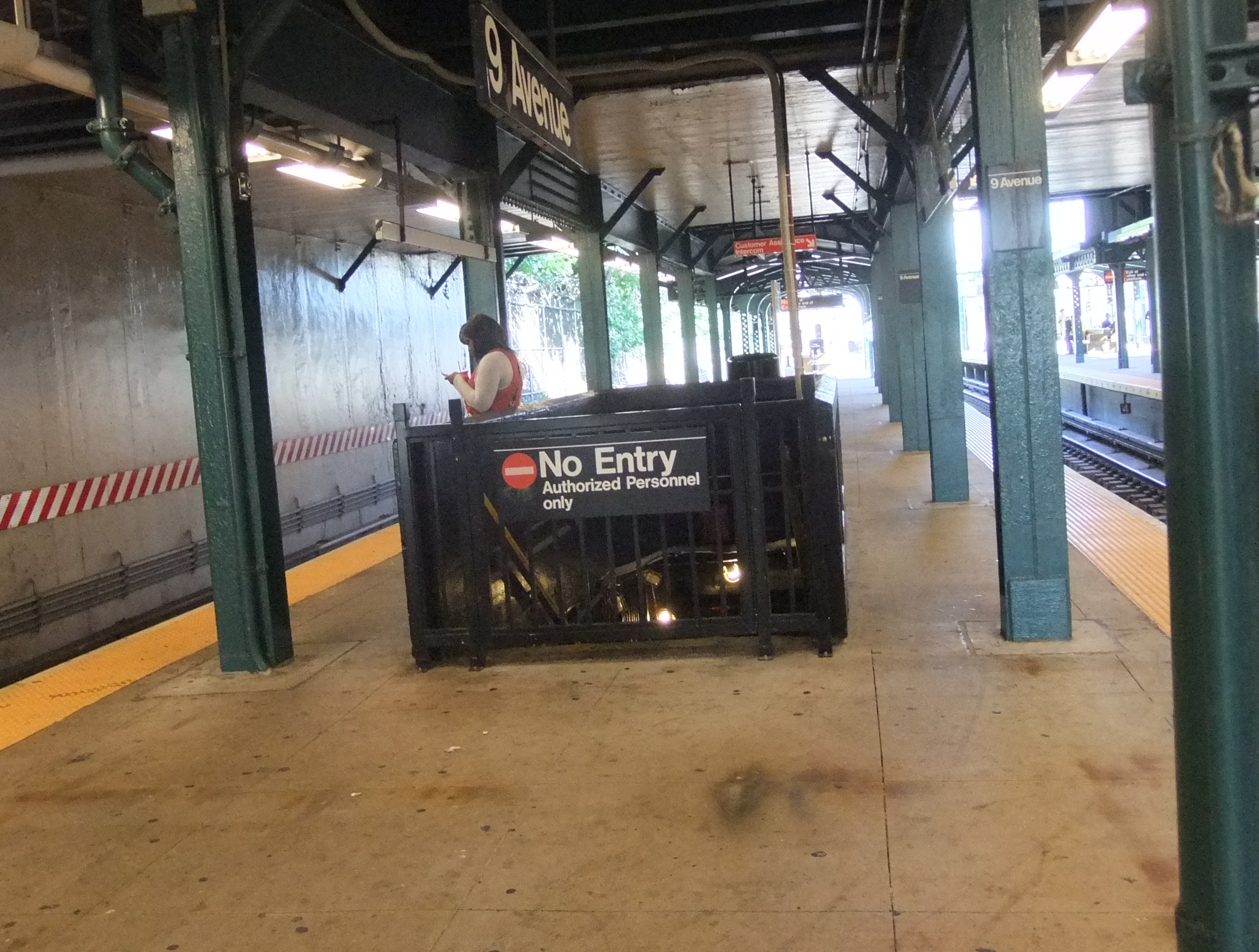
Закрытая лестница на нижний уровень
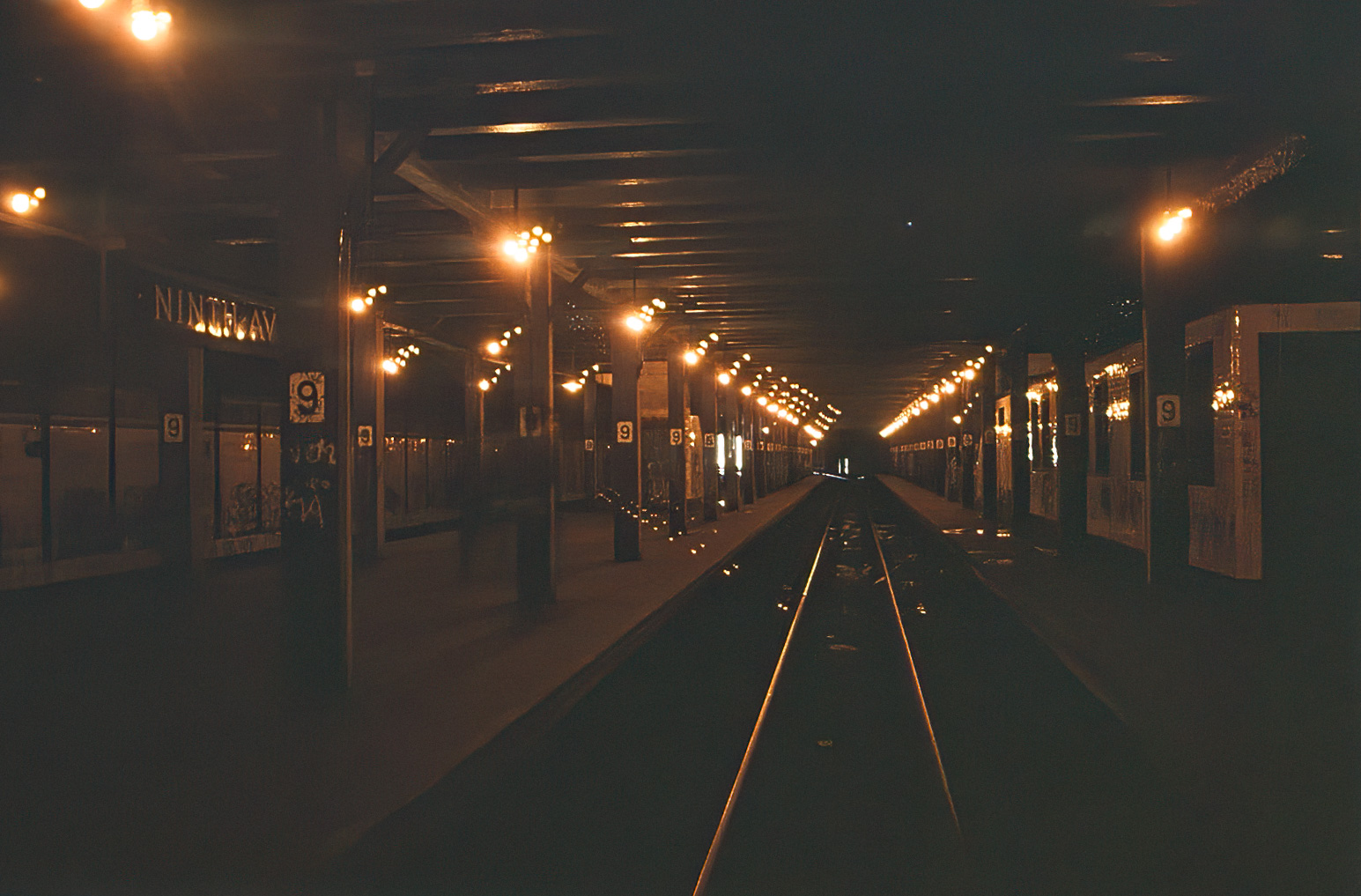
Нижний уровень